# Anselme Pétetin
Anselme Pétetin, né le 27 septembre 1807 à Morzine en Savoie et mort le 5 novembre 1873, à Lyon, est avocat, journaliste, un conseiller d'État, directeur de l’Imprimerie impériale, second préfet de la Haute-Savoie en 1860 et un républicain modéré.

## Biographie

### Origine et formation
Anselme-Jean-Baptiste-Damien Pétetin naît le 27 septembre 1807 à Morzine, dans le département du Mont-Blanc. Le duché de Savoie a été annexé par la France en 1792. Il est le fils de Jean Petetin qui était « lieutenant d'ordre dans les gabelles impériales ».
Anselme Pétetin fait partie des nombreux Savoyards qui migrent sur Paris. Là, il fait ses études de droit et devient journaliste. Il est rédacteur au Précurseur et au National.

### Carrière administrative
Devenu fonctionnaire, il exerce différentes fonctions :
- 1848 : commissaire de la République de l’Ain et du Jura, 25 mars 1848[2] (Commissaire du gouvernement du Jura, avant le 1er avril) ;
- 1848 — 1857 : ministre plénipotentiaire à Hanovre[2], du 18 juin 1848 au 20 mai 1857 ;

Il participe à travers de nombreux articles publiés à Paris au débat concernant l'union du duché de Savoie à la France. La France ratifie le traité de Turin de 1860 et le 14 juin elle prend officiellement possession du territoire. Le 14 juillet 1860, il est nommé préfet français de Haute-Savoie. Son dévouement et surtout son origine savoisienne le rendent tout désigner pour remplacer Gustave-Léonard Pompon-Levainville. Il ne reste en place que 8 mois, sans avoir joué de rôle particulier. Jules Philippe, lui aussi partisan de l'Annexion, laisse une entrée à son nom dans son ouvrage Les Gloires de la Savoie et dit de lui « il avait réussi à s'attirer les sympathies de la généralité de ses compatriotes ». Les deux hommes se fréquentent d'ailleurs au sein du milieu annécien.
- 1861-1862 jusqu'au 6 septembre 1870 : Directeur de l'Imprimerie impériale[2] ;
- 28 septembre 1862 au 15 septembre 1870 : conseiller d'État[2] au service ordinaire hors section ;
- 1864 puis 1870 : Conseiller général du canton de Beaurepaire (Isère).

Il est fait chevalier de la Légion d'honneur le 28 mars 1860, officier le 14 août 1862 (décret impérial du 12 août 1862) puis commandeur le 13 août 1867.
Le chef du Cabinet Émile Ollivier lui propose un fauteuil de sénateur, mais le décret du 20 juillet 1870 ne sera jamais appliqué.
Anselme Pétetin meurt le 5 novembre 1873, à Lyon.

## Ouvrages
Premier préfet du nouveau département de la Haute-Savoie, il est un acteur majeur de l'intégration de ce territoire à la France. Il a rédigé quelque temps avant cette annexion, un ouvrage intitulé « De l'annexion de la Savoie », le 26 août 1859. Il publie en 1862 Discussions de politique et mélanges, un recueil de ces articles sur le sujet de l'Annexion.